# Dianthus morisianus
Dianthus morisianus là loài thực vật có hoa thuộc họ Cẩm chướng. Loài này được Vals. mô tả khoa học đầu tiên năm 1985.